# Église Saint-Pierre d'Igny
Pour les articles homonymes, voir Église Saint-Pierre.
L'église Saint-Pierre est une église paroissiale de culte catholique, dédiée à l'apôtre Saint Pierre, située dans la commune française d'Igny et le département de l'Essonne. Elle est située 4 rue de l'Église.

## Situation
| \| Localisation de l'église Saint-Pierre dans l'Essonne. · Église Saint-Pierre \| Localisation de l'église Saint-Pierre dans l'Essonne. |
| Localisation de l'église Saint-Pierre dans l'Essonne. · Église Saint-Pierre                                                             |

L'église Saint-Pierre est implantée au centre du bourg d'Igny, à proximité de l'hôtel de ville, ancien manoir communal, sur la rive droite de la rivière la Bièvre, à proximité de la route départementale 444 qui la sépare du massif forestier des Brûlis.

## Histoire
La tour qui constitue aujourd'hui le clocher fut élevée au début du XIIIe siècle pour servir de tour de guet à la ferme fortifiée d'Amblainvilliers. Le lieu de culte fut rapidement construit ensuite à la fin du règne de Philippe Auguste et dédicacé à l'apôtre Pierre en signe d'attachement à la papauté.
Elle fut endommagée au cours de la guerre de Cent Ans lorsque les Anglais ravagèrent le domaine et restaurée au XVe siècle par les seigneurs du lieu, la famille Du Puys.
Au XVIIIe siècle, la crypte abritant les sépultures des anciens seigneurs fut comblée et la façade restaurée.
Le 17 février 1950, l'édifice fut inscrit aux monuments historiques et l'église fut à nouveau restaurée et enrichie d'un autel en 1967.

## Description
Seule la base du clocher remonte au XIIIe siècle, l'église dévastée fut entièrement reconstruite au XVe siècle dans le style roman. Elle présente un plan simple avec une nef surmontée d'une voûte en berceau, deux collatéraux en voûte à croisée d'ogives quadripartite et un chevet plat. Le clocher est implanté sur la façade septentrionale, comme le reste du bâtiment, il est orné de contreforts et sommé d'un toit simple à deux pans. Une horloge est installée au sommet de l'ancienne tour de guet qui abrite aujourd'hui l'escalier de visite. En regard du clocher, sur la façade méridionale est ajoutée une chapelle dédiée au Saint-Sacrement.
Elle est décorée d'une sculpture en bois du XVIe siècle représentant la Vierge à l'Enfant, de clefs de voûte et de frises sur le clocher représentant les armes de la famille Du Puys.

## Galerie

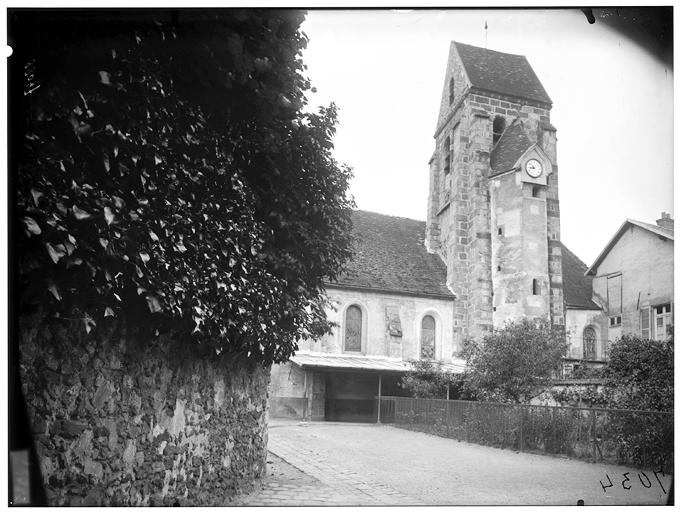
Le clocher de l'église en 1923.
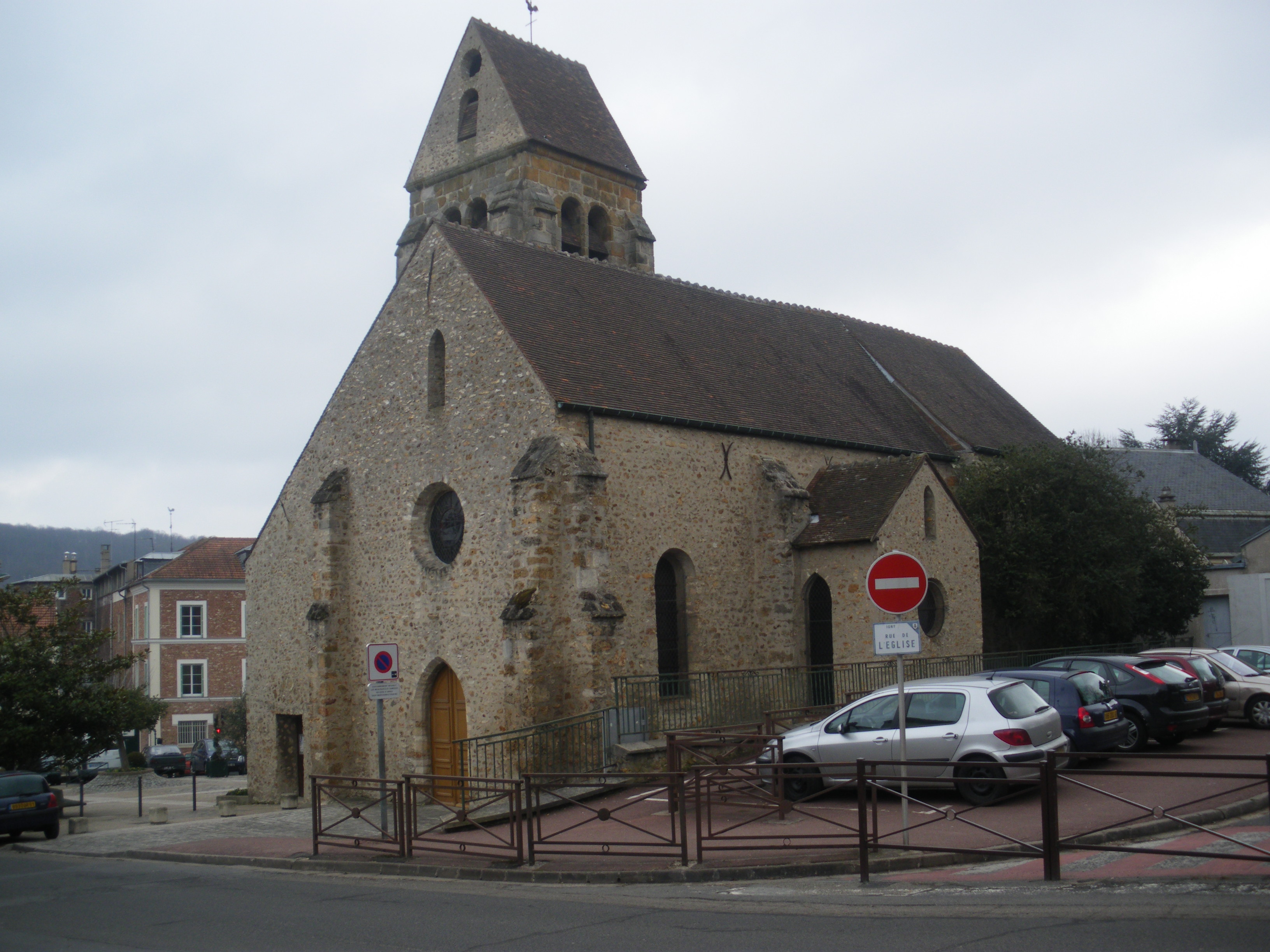
Façade méridionale.
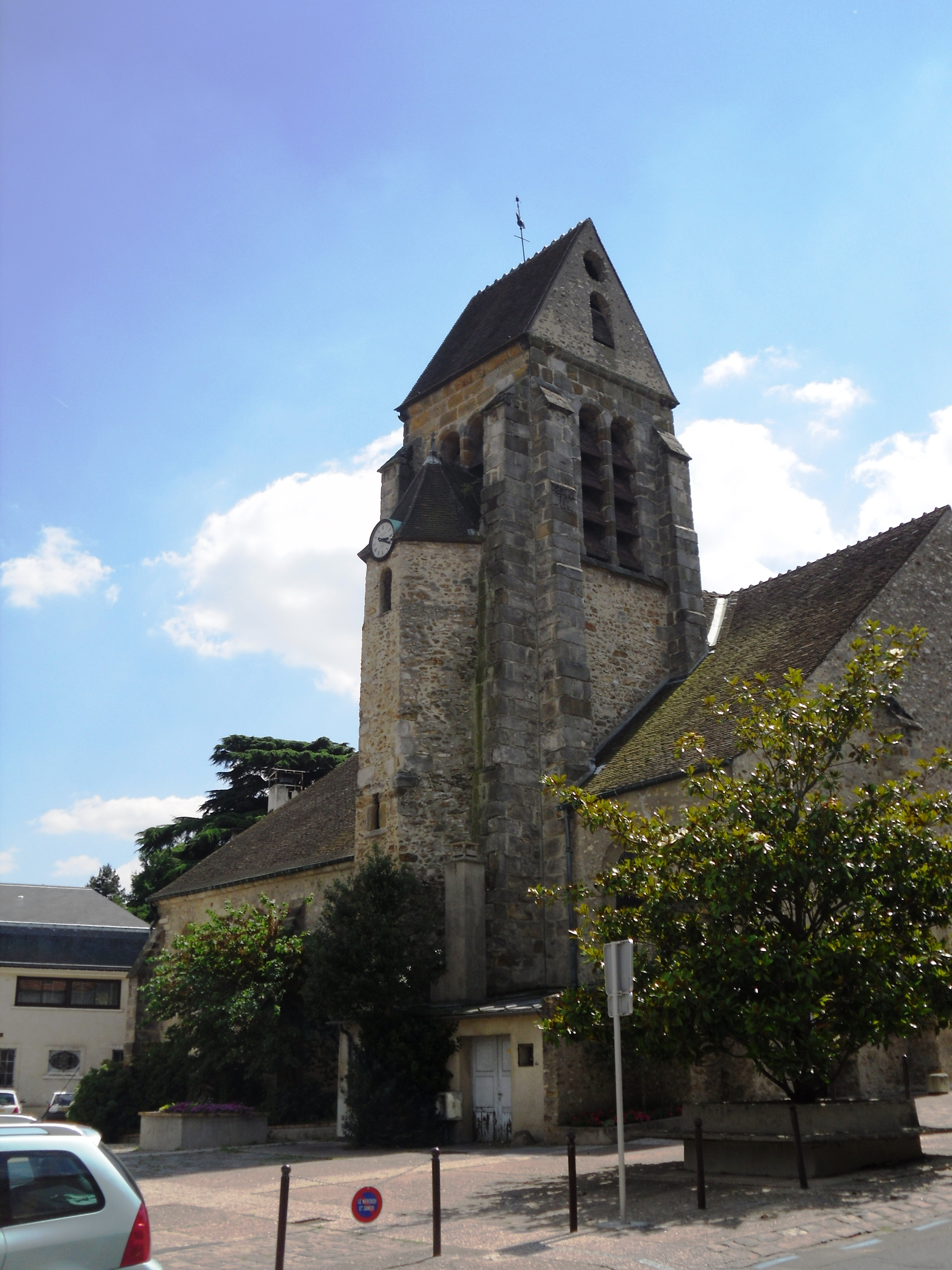
Le clocher de l'église.

## Pour approfondir